# Kursus
Et kursus er en aktivitet, der har til formål belære kursusdeltagerne om et specifikt emne.
Der vil normal være en eller flere undervisere, der har en viden om det aktuelle emne.
Kurser kan både være for at uddanne personer til bedre at bestride bestemte typer arbejde eller selvrealiserende på f.eks. aftenskoler. Det kan foregå over en eller flere dage. Mange virksomheder sender deres medarbejdere på kursus for at videreuddanne dem.
Et kursus adskiller sig fra klassiske uddannelsesforløb, ved typisk at være kortere og mere specifikke i det faglige indhold. Visse studieretninger ved de danske universiteter, kalder deres fag kurser, om end disse kurser ikke i sig selv udgør en hel uddannelse. Et eksempel på dette er medicinstudiet ved Københavns Universitet, der udbyder obligatoriske kurser som ‘kursus i excitable celler’ og ‘kursus i diagnostiske fag’.

## Kursustyper
Der findes en lang række kursustyper, med hvert deres hovedformål. Eksempler på disse er:
- Interne medarbejderkurser, hvor en virksomhed opkvalificerer sine medarbejdere gennem selvtilrettelagte forløb ved brug af interne ressourser
- Eksterne medarbejderkurser, hvor en virksomhed opkvalificerer sine medarbejdere ved at sende dem på private eller offentlige kursusforløb
- Universitetsforberedende kurser, hvor universitetsansøgere supplerer deres fag gennem gymnasiel supplering (GSK), for at opnå adgang til et studie via kvote 1, eller opkvalificerer sig til kvote 2-optagelsesprøver gennem private udbydere.
- Offentlige og semi-offentlige kurser, som f.eks. Folkeuniversitetets kurser
- Sprogkurser, hvor deltagere tilegner sig sproglige kundskaber
- Obligatoriske fagkurser, hvor visse faggrupper er underlagt krav om obligatorisk efteruddannelse. For eksempel skal advokater hvert tredje år deltage i mindst 54 obligatoriske kursusaktiviteter af betydning for advokaterhvervet, for at beholde deres advokatbevilling, jf. retsplejelovens §126, stk. 5[2]. Disse kurser udbydes ofte af private kursusudbydere, såsom Advokatsamfundet eller Djøf, med speciale indenfor det aktuelle fagområde.